# Доминиканская академия языка
Доминиканская академия языка (исп. Academia Dominicana de la Lengua) — некоммерческая культурная ассоциация Доминиканской Республики, миссия которой заключается в сохранении и развитии испанского языка и других языков народов страны. Основана в Санто-Доминго, Доминиканская Республика, 12 октября 1927 года.
Доминиканская академия языка входит в Ассоциацию академий испанского языка и постоянно сотрудничает с Королевской академией испанского языка по вопросам актуализации орфографии и морфологии испанского языка, Словаря испанского языка (DRAE) и других словарей, в частности Паниспанского толкового словаря и Словаря американизмов. Эта деятельность заключается в пересмотре определений терминов и выражений, грамматических, фонетических и лексикографических концепций, изучении специфики доминиканского варианта испанского языка, сборе идиоматических выражений и фраз, взятых из произведений доминиканских авторов.
Доминиканская академия языка внесла свой вклад в повышение осведомленности о важности испанского языка, который является языком доминиканцев, поощряя интерес к изучению языка среди населения.
В состав Доминиканской академии языка на протяжении её истории входили многие известные деятели, такие как президенты республики, министры, иерархи католической церкви, лингвисты и писатели, которые внесли значительный вклад в развитие языковых традиций и культуры страны.

## История
Доминиканская академия языка была создана 12 октября 1927 года в Санто-Доминго по инициативе архиепископа Адольфо Алехандро Нуэля. Инициативная группа включала 12 человек, впоследствии численность членов Академии дошла до 29 действительных членов и 30 членов-корреспондентов. Звание члена Академии является пожизненным, кресла обозначены буквами алфавита от А до Z.
Доминиканская академия языка возникла с целью поддержать «изучение нашего языка и культивирование литературных произведений, чтобы позаботиться об их изначальной сущности, ускорить их развитие и поощрить творческий канал идиоматики, обеспечивая их сплоченность и энергию». Эта цель достигается путём публикации исследований и проведения семинаров, коллоквиумов, конференций, публикаций в СМИ, проведения языковых консультаций и других мероприятий, которые способствовали превращению Академии в одно из важнейших культурных учреждений Доминиканской Республики.
Академия имеет девять постоянных сотрудников для выполнения своих задач, а также две рабочие группы, такие как группа поэтов-«менестрелей» и группа рассказчиков для содействия литературному творчеству. Кроме того, в Академии имеется Центр филологической подготовки, занимающийся лингвистической и литературной подготовкой и пропагандой исследований языкового поведения. Академия также создала комиссию исп. Tertulia Lingüística de la Academia, которая поощряет ценности испанского языка, и исп. Tertulia Letras de la Academia, где обсуждаются литературные ценности.
Академия периодически публикует Бюллетень Доминиканской академии языка (исп. Boletín de la Academia Dominicana de la Lengua), в который входят работы учёных, отчёты о мероприятиях и другие материалы. В 1940 году Академия опубликовала книгу «Доминиканизмы» (исп. Dominicanismos), написанную под руководством академика Мануэля А. Патина Масео, и в настоящее время публикует Словарь доминиканского испанского языка (исп. Diccionario del español dominicano), составленный лексикографической группой Академии.
В апреле 2016 года Доминиканская академия языка совместно с литературной группой «Federico García Godoy» и Ateneo Insular de La Vega приняли участие в мероприятиях, посвящённых 100-летию со дня смерти поэта Рубена Дарио (1867—1916).

## Члены Академии в порядке избрания
- Мариано  Леброн Савиньон[исп.]
- Федерико Энрикес Гратеро
- Бруно Росарио Кандельер
- Рубен Суро Гарсия Годой
- Лупо Эрнандес Руэда
- Николас де Хесус Лопес Родригес
- Виктор Виллегас
- Рафаэль Гонсалес Тирадо
- Ирен Перес Герра
- Марсио Велоc Маджоло[исп.]
- Диогенес Сеспедес[исп.]
- Карлос Эстебан Дейве[исп.]
- Андрес Л. Матео[исп.]
- Мануэль Нуньес Асенсио
- Рикардо Мининьо Гомес
- Педро Л. Вержес
- Рамон Эмилио Рейес
- Мануэль Матос Мокете
- Гильермо Пинья-Фернандес
- Грегорио Рохас